# ASP.NET MVC
ASP.NET MVC는 MVC(모델-뷰-컨트롤러) 패턴을 구현하는 마이크로소프트에서 개발한 웹 애플리케이션 프레임워크이다. 더 이상 활발하게 개발되지 않는다. 이는 독점적인 ASP.NET 웹 폼 구성 요소를 제외하면 오픈 소스 소프트웨어이다.
이후 ASP.NET, ASP.NET MVC, ASP.NET Web API 및 ASP.NET 웹 페이지(Razor 페이지만 사용하는 플랫폼)를 통합한 ASP.NET Core가 출시되었다. MVC 6은 Core로 인해 폐기되었으며 출시되지 않을 것으로 예상된다. Core는 현재 ".NET 5"로 병합될 예정이다.
ASP.NET MVC를 사용하는 잘 알려진 사이트로는 스택 오버플로, 마이크로소프트, 고대디 및 Ancestry.com이 있다.

## 같이 보기
- 모델-뷰-뷰모델
- 모델-뷰-어댑터
- 모델-뷰-프리젠터
- 옵서버 패턴
- 계층적 모델-뷰-컨트롤러